# Polská fotbalová reprezentace
Polská fotbalová reprezentace reprezentuje Polsko na mezinárodních fotbalových akcích, jako je mistrovství světa nebo mistrovství Evropy.

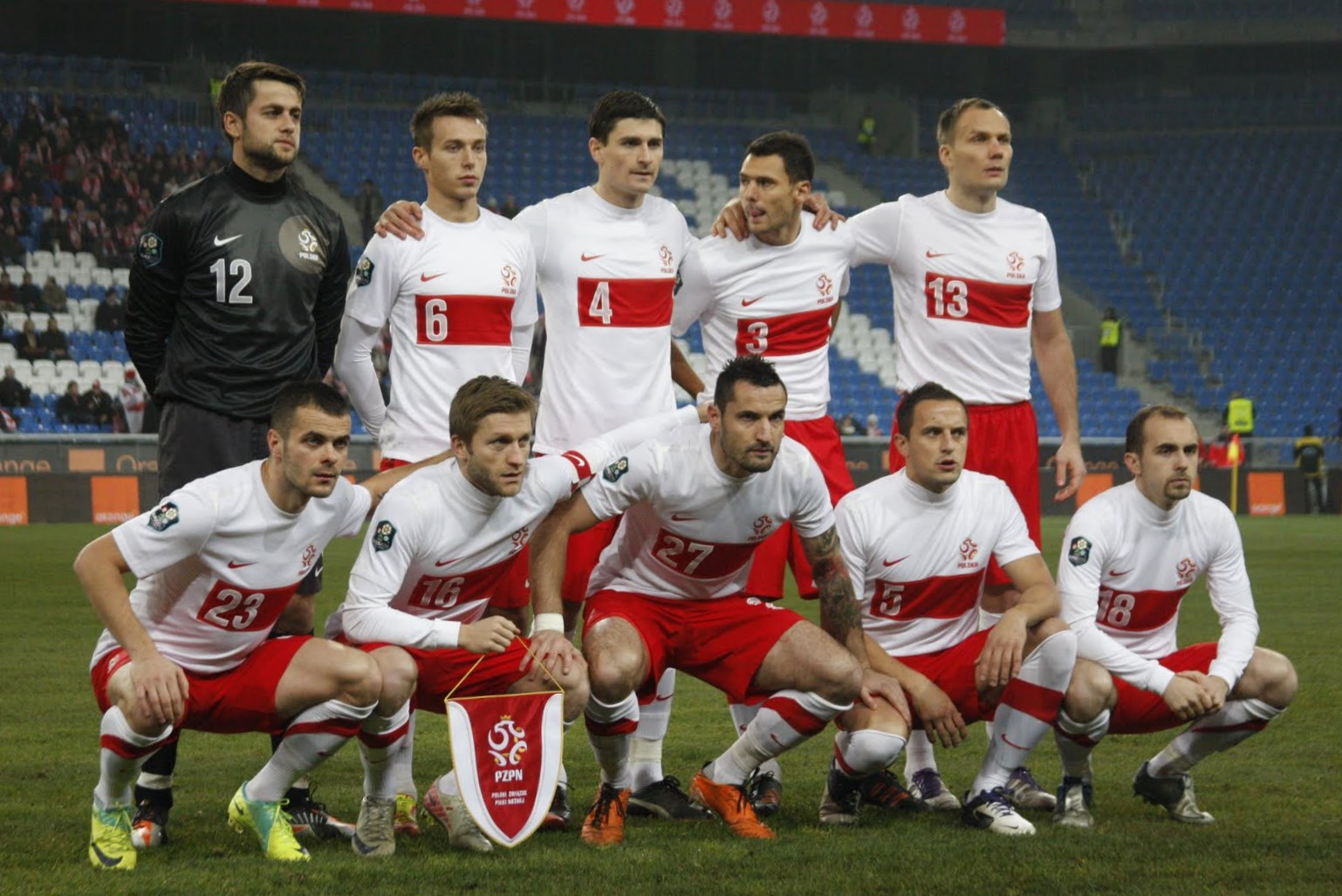
Polská fotbalová reprezentace, 2011

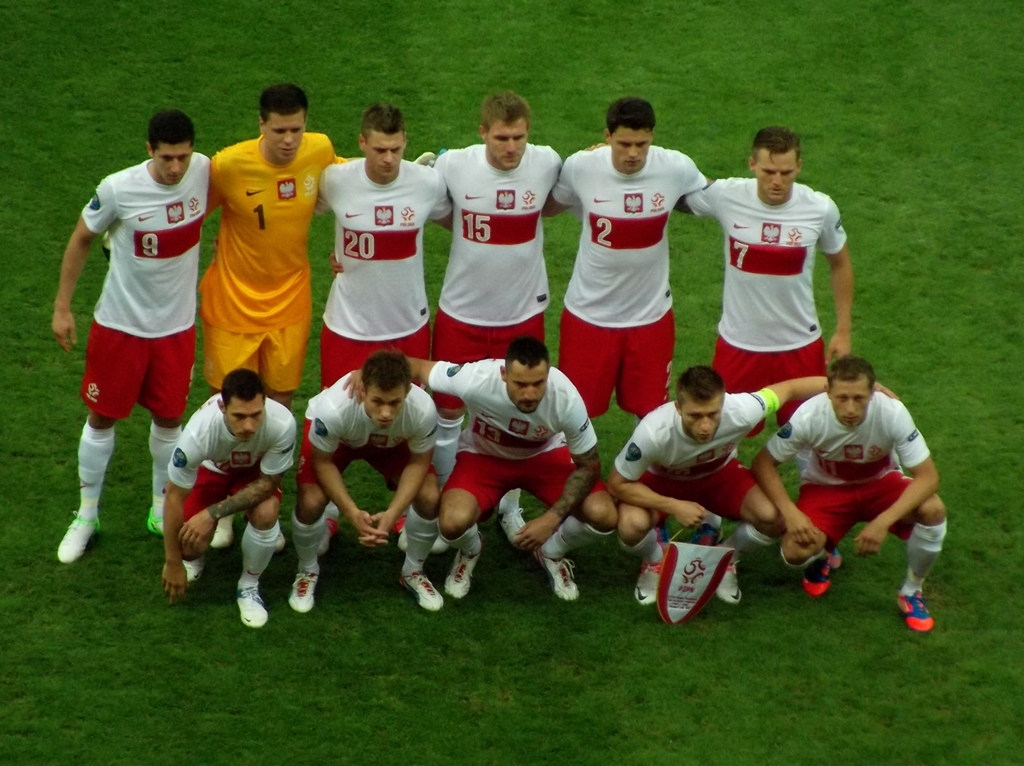
Polská fotbalová reprezentace, 2012

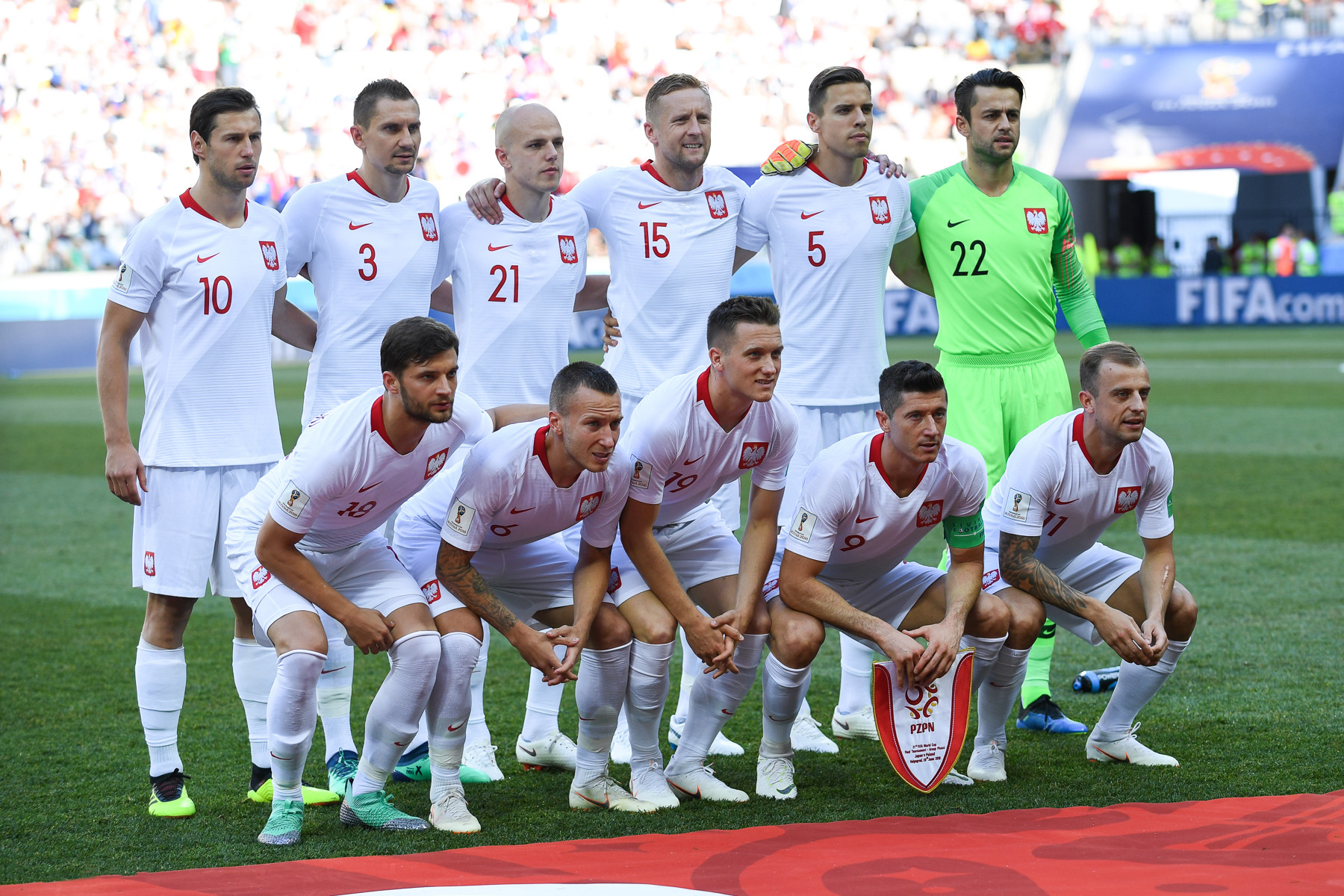
Polská fotbalová reprezentace, 2018

## Mistrovství světa
Seznam zápasů polské fotbalové reprezentace na MS
| Rok    | Účast                                           | Soupisky |
| ------ | ----------------------------------------------- | -------- |
| 1930   | Ne                                              | -        |
| 1934   | Odstoupení v průběhu kvalifikace                | -        |
| 1938   | 1. kolo                                         | Soupiska |
| 1950   | Ne                                              | -        |
| 1954   | Odstoupili                                      | -        |
| 1958   | Nepostoupili z kvalifikace                      | -        |
| 1962   | Nepostoupili z kvalifikace                      | -        |
| 1966   | Nepostoupili z kvalifikace                      | -        |
| 1970   | Nepostoupili z kvalifikace                      | -        |
| 1974   | Bronzová medaile                                | Soupiska |
| 1978   | 2. kolo                                         | Soupiska |
| 1982   | Bronzová medaile                                | Soupiska |
| 1986   | 2. kolo                                         | Soupiska |
| 1990   | Nepostoupili z kvalifikace                      | -        |
| 1994   | Nepostoupili z kvalifikace                      | -        |
| 1998   | Nepostoupili z kvalifikace                      | -        |
| 2002   | Nepostoupili ze skupiny                         | Soupiska |
| 2006   | Nepostoupili ze skupiny                         | Soupiska |
| 2010   | Nepostoupili z kvalifikace                      | -        |
| 2014   | Nepostoupili z kvalifikace                      | -        |
| 2018   | Nepostoupili ze skupiny                         | Soupiska |
| 2022   | Vyřazeni v osmifinále Francií                   | Soupiska |
| Celkem | Účast – 9× Zlato – 0×, Stříbro – 0×, Bronz – 2× |          |

## Mistrovství Evropy
Seznam zápasů polské fotbalové reprezentace na Mistrovství Evropy
| Rok     | Účast                                           | Soupisky |
| ------- | ----------------------------------------------- | -------- |
| 1960    | Nepostoupili z kvalifikace                      | –        |
| 1964    | Nepostoupili z kvalifikace                      | –        |
| 1968    | Nepostoupili z kvalifikace                      | –        |
| 1972    | Nepostoupili z kvalifikace                      | –        |
| 1976    | Nepostoupili z kvalifikace                      | –        |
| 1980    | Nepostoupili z kvalifikace                      | –        |
| 1984    | Nepostoupili z kvalifikace                      | –        |
| 1988    | Nepostoupili z kvalifikace                      | –        |
| 1992    | Nepostoupili z kvalifikace                      | –        |
| 1996    | Nepostoupili z kvalifikace                      | –        |
| 2000    | Nepostoupili z kvalifikace                      | –        |
| 2004    | Nepostoupili z kvalifikace                      | –        |
| 2008    | Nepostoupili ze skupiny                         | Soupiska |
| 2012    | Nepostoupili ze skupiny                         | Soupiska |
| 2016    | Vyřazeni ve čtvrtfinále Portugalskem            | Soupiska |
| ME 2020 | Nepostoupili ze skupiny                         | Soupiska |
| 2024    | Nepostoupili ze skupiny                         | Soupiska |
| Celkem  | Účast – 4× Zlato – 0×, Stříbro – 0×, Bronz – 0× |          |

## Kádr mužstva

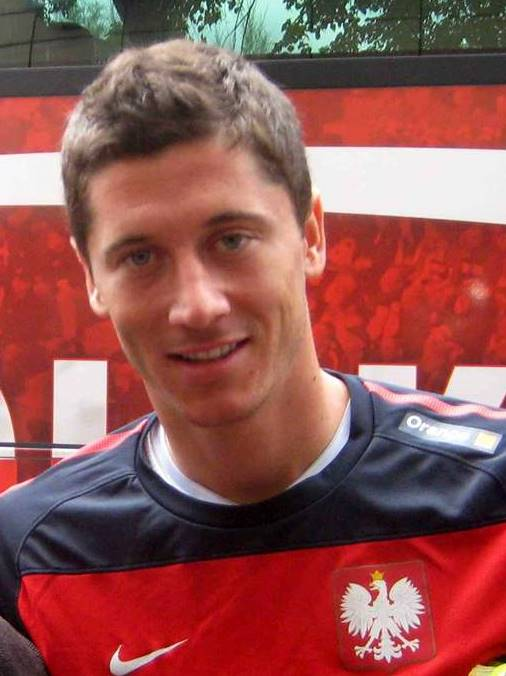
Robert Lewandowski (kapitán)

Nominace fotbalové reprezentace

| #  | Pozice | Hráč                    |
| -- | ------ | ----------------------- |
| 1  | B      | Wojciech Szczęsny       |
| 12 | B      | Łukasz Skorupski        |
| 22 | B      | Kamil Grabara           |
| 27 | B      | Kacper Tobiasz          |
| 2  | O      | Matty Cash              |
| 3  | O      | Artur Jędrzejczyk       |
| 4  | O      | Mateusz Wieteska        |
| 5  | O      | Jan Bednarek            |
| 14 | O      | Jakub Kiwior            |
| 15 | O      | Kamil Glik (2. kapitán) |
| 18 | O      | Bartosz Bereszyński     |
| 25 | O      | Robert Gumny            |
| 6  | Z      | Krystian Bielik         |
| 8  | Z      | Damian Szymański        |

| #  | Pozice | Hráč                         |
| -- | ------ | ---------------------------- |
| 10 | Z      | Grzegorz Krychowiak          |
| 11 | Z      | Kamil Grosicki               |
| 13 | Z      | Jakub Kamiński               |
| 17 | Z      | Szymon Żurkowski             |
| 19 | Z      | Sebastian Szymański          |
| 20 | Z      | Piotr Zieliński              |
| 21 | Z      | Nicola Zalewski              |
| 24 | Z      | Przemysław Frankowski        |
| 26 | Z      | Michał Skóraś                |
| 7  | Ú      | Arkadiusz Milik              |
| 9  | Ú      | Robert Lewandowski (kapitán) |
| 16 | Ú      | Karol Świderski              |
| 23 | Ú      | Krzysztof Piątek             |